# Luoguan
 (mars 2025).
La mise en forme du texte ne suit pas les recommandations de Wikipédia : il faut le « wikifier ».
Les points d'amélioration suivants sont les cas les plus fréquents. Le détail des points à revoir est peut-être précisé sur la page de discussion.
- Les titres sont pré-formatés par le logiciel. Ils ne sont ni en capitales, ni en gras.
- Le texte ne doit pas être écrit en capitales (les noms de famille non plus), ni en gras, ni en italique, ni en « petit »…
- Le gras n'est utilisé que pour surligner le titre de l'article dans l'introduction, une seule fois.
- L'italique est rarement utilisé : mots en langue étrangère, titres d'œuvres, noms de bateaux, etc.
- Les citations ne sont pas en italique mais en corps de texte normal. Elles sont entourées par des guillemets français : « et ».
- Les listes à puces sont à éviter, des paragraphes rédigés étant largement préférés. Les tableaux sont à réserver à la présentation de données structurées (résultats, etc.).
- Les appels de note de bas de page (petits chiffres en exposant, introduits par l'outil «  Source ») sont à placer entre la fin de phrase et le point final[comme ça].
- Les liens internes (vers d'autres articles de Wikipédia) sont à choisir avec parcimonie. Créez des liens vers des articles approfondissant le sujet. Les termes génériques sans rapport avec le sujet sont à éviter, ainsi que les répétitions de liens vers un même terme.
- Les liens externes sont à placer uniquement dans une section « Liens externes », à la fin de l'article. Ces liens sont à choisir avec parcimonie suivant les règles définies. Si un lien sert de source à l'article, son insertion dans le texte est à faire par les notes de bas de page.
- La présentation des références doit suivre les conventions bibliographiques. Il est recommandé d'utiliser les modèles {{Ouvrage}}, {{Chapitre}}, {{Article}}, {{Lien web}} et/ou {{Bibliographie}}. Le mode d'édition visuel peut mettre en forme automatiquement les références.
- Insérer une infobox (cadre d'informations à droite) n'est pas obligatoire pour parachever la mise en page.

Pour une aide détaillée, merci de consulter Aide:Wikification.
Si vous pensez que ces points ont été résolus, vous pouvez retirer ce bandeau et améliorer la mise en forme d'un autre article.
Luoguan (Chinois simplifié: 裸官; pinyin: luǒ guān), ou en français fonctionnaire nue, réfère aux fonctionnaires du parti communiste chinois qui restent en Chine continentale alors que leurs conjoints et leurs enfants résident à l'étranger. Le ministère chinois du commerce a indiqué qu'entre le début de la réforme et de l'ouverture en 1978 et 2003, environ 4 000 fonctionnaires corrompus ont quitté la Chine, faisant sortir au moins 50 milliards de dollars du pays, souvent les conjoints et les enfants sont partis en premier. Ainsi, le gouvernement met en place des systèmes de contrôle plus stricts pour réduire cette pratique. Début 2014, une révision des règles de promotion et de nomination des hauts fonctionnaires a introduit des règles qui excluent de la promotion les fonctionnaires dont les conjoints vivent à l'étranger (ou, s'ils n'ont pas de conjoint, leurs enfants).

## Exemples
- L'épouse de Zhou Jinhuo avait émigré aux États-Unis et il a tenté de la rejoindre en juin 2006 alors qu'il faisait l'objet d'une enquête pour corruption. Zhou était auparavant directeur du bureau de l'industrie et du commerce de la province de Fujian[5].